# Міністерство зв'язку Ізраїлю
Міністерство зв'язку Ізраїлю (івр. מִשְׂרָד הַתִּקְשֹׁרֶת, трансліт. "Місрад га-тікшорет") — урядова установа Ізраїлю, відповідальна за всі аспекти ізраїльських засобів комунікації та масової інформації, включаючи газети, телебачення, радіо, Інтернет, телефон, пошта та інші. Це відносно другорядна посада в кабінеті. Міністерство було створено в 1952 році і до 1970 року називалося Міністерство поштових послуг Ізраїлю.